# La Française (periódico)
La Française, Journal de progrès feminine, (La Francesa, Periódico de progreso femenino) fue un periódico sufragista y feminista creado por Jane Misme. Su primer número se publicó el 21 de octubre de 1906. Misme estuvo al frente de la publicación hasta 1926 siendo sustituida por Cécile Brunschvicg, futura subsecretaria de Estado del Frente Popular . El periódico semanal se publicó hasta 1940.

## Historia
La Française (1906-1940) fue un periódico militante que contribuyó al desarrollo del movimiento feminista reformista dirigido al gran público con objetivo de informar y educar.
Este semanario dio audiencia nacional a la causa del sufragio femenino. Incluso se convirtió en portavoz de la Unión francesa para el sufragio de las mujeres, creada por Jeanne Schmahl en 1909.
El diario sigue la evolución de la legislación en relación con la situación de la mujer en secciones especializadas como «Feminismo en el Parlamento» o «Las Leyes de interés femenino en el Parlamento». De 1906 a 1913, Germaine Dulac también escribió habitualmente retratos de mujeres y críticas de teatro.
Bajo la dirección de Cécile Brunschvicg, La Française continúa apoyando las luchas feministas mientras mantiene una apertura a la vida política francesa y los asuntos internacionales. Aunque militante del Partido Radical, Cécile Brunschvicg busca mantener una cierta neutralidad, pero eso no le impide, por ejemplo, criticar duramente a los participantes en los disturbios del 6 de febrero de 1934 o denunciar el nazismo en 1933. Mientras estuvo en el gobierno (Subsecretaria de Estado del Ministerio de Educación) del Frente Popular, Cécile Brunschvicg casi dejó de escribir para su periódico, antes de volver a ser su directora en junio de 1937.

## Archivos
La Biblioteca Marguerite-Durand en el distrito 13 de París conserva números de la revista.